# Dorfkirche Krakendorf

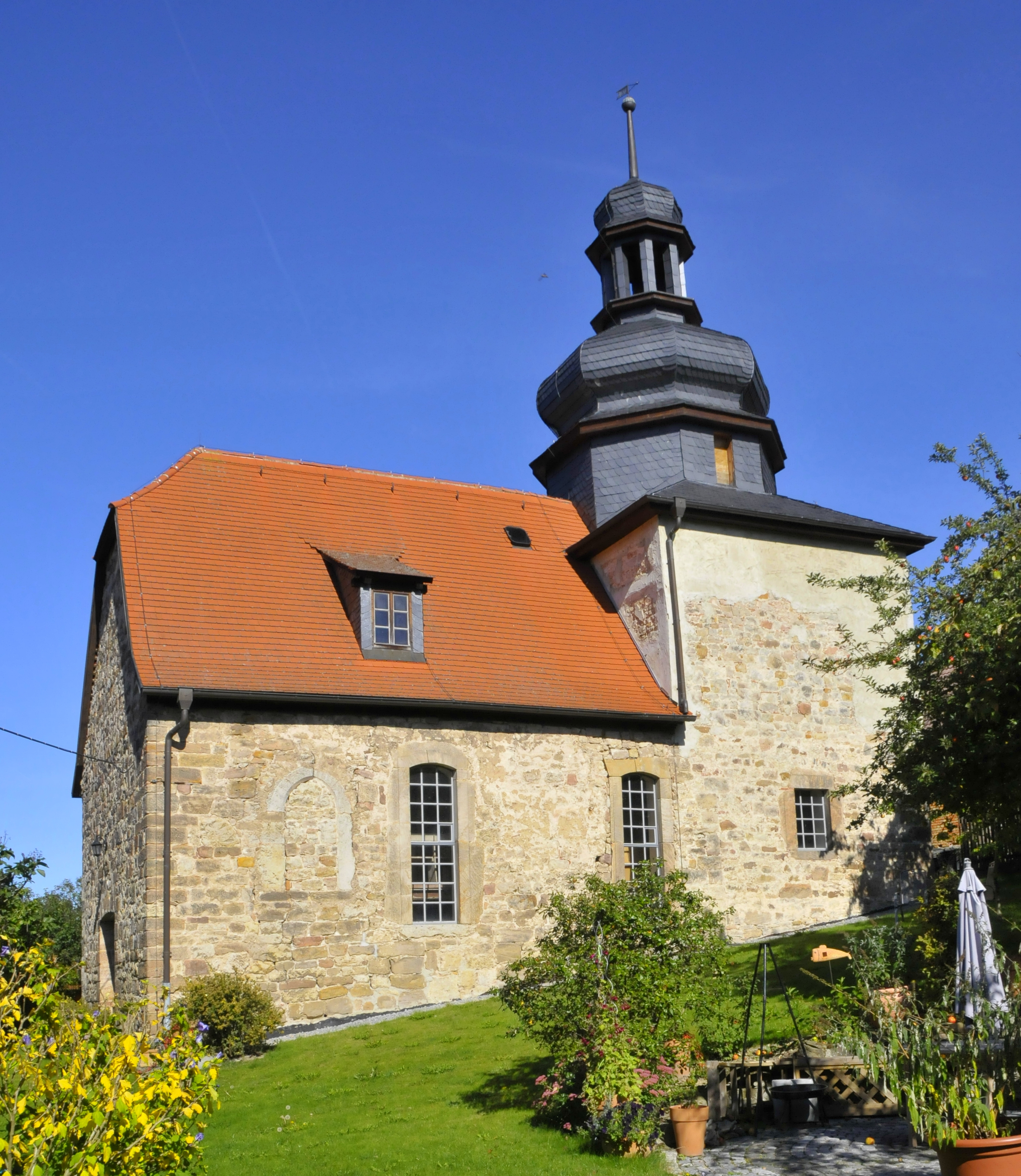
Die Kirche

Die evangelische Dorfkirche Krakendorf im Ortsteil Krakendorf der Stadt Blankenhain im Landkreis Weimarer Land in Thüringen befindet sich mit ihrem Umfeld zentral in der Ortschaft.

## Geschichte
Die ältesten Teile der Kirche lassen auf eine gotische Ostturmkirchenanlage schließen, die 1686 stark verändert worden ist.
Die Kirchturmhaube war 1998 so baufällig, dass sie abgebaut und neu aufgesetzt worden ist. Das auseinanderstrebende Kirchenschiff stabilisierte man und begann mit der Innenrenovierung, die noch nicht beendet ist.
Die Orgel von August Witzmann aus dem Jahr 1855 wurde 1993 abgebaut und mit den ebenfalls abgebauten Glocken im Schiff gelagert. Der Turm war den Schwingungen statisch nicht mehr gerecht geworden. Im Jahr 2005 erfolgte die Rücklagerung der Orgel, die aber noch nicht wieder aufgestellt wurde.
Die Bemalung mit farbigen Bildern wurde begonnen. Gegenwärtig erhält der Kanzelaltar seine ursprüngliche Bemalung und Vergoldung wieder.